# Univerzita Jonse
Univerzita Jonse (korejsky 연세대학교, Jŏnse tähakkjo, anglicky Yonsei University) je soukromá křesťanská univerzita se sídlem v Soulu, hlavním městě Jižní Korey. K roku 2011 měla přibližně osmaadvacet tisíc studentů a přes čtyři tisíce odborných pracovníků. Kromě hlavního kampusu v soulské čtvrti Sodemun má ještě kampusy ve Wondžu a v  Inčchonu.
Dějiny univerzity sahají k 10. dubnu 1885, kdy byla v Soulu založena moderní nemocnice poskytující lékařskou péči dle standardů západního světa. Jejím zakladatelem byl Horace Newton Allen, misionář Presbyteriánské církve ve Spojených státech amerických. Nemocnice zároveň sloužila jako škola pro lékaře – prvních šestnáct studentů zde začalo studovat v roce 1886.
Mezi absolventy patří:
- Kim Jong-ha (* 1968), spisovatel
- Han Kang (* 1970), spisovatelka